# جورج ماكليلان
جورج ماكليلان (بالإنجليزية: George McClellan)‏ (و. 1796 – 1847 م) هو جراح من الولايات المتحدة الأمريكية.
توفي في بيت، عن عمر يناهز 51 عاماً. بسبب قرحة.

## التعليم
تعلم في مدرسة الطب بجامعة بنسلفانيا، وتحصل منها على دكتور في الطب، وجامعة ييل، وتحصل منها على بكالوريوس في الفنون.